# Hippana
Hippana eller Hyppana (oldgræsk: Ἵππανα) var en by på Sicilien fra antikken. Den lå ved den vigtigste vej fra Panormus (moderne Palermo) til Agrigentum (moderne Agrigento) på Monte dei Cavalli, i den moderne kommune Prizzi. Det er et vigtigt arkæologisk sted, beliggende i en central position mellem den tyrrhenske kyst og Middelhavet – halvvejs mellem Palermo og Agrigento.
Polybius nævner, at den blev indtaget ved et angreb af romerne under den Første Puniske Krig i 260 f.Kr. Diodorus, i forbindelse med begivenhederne i det samme felttog, nævner erobringen af en by kaldet "Sittana", som vi med stor sandsynlighed bør læse som "Hippana". Korrektheden af navnet, som findes hos Polybius, bekræftes af Stefan fra Bysants (s. v), som dog skriver det Ἵπανα, men citerer Polybius som sin autoritet.
Nogle manuskripter af Plinius nævner navnet Ipanenses på hans liste over sicilianske byer, hvor de ældre udgaver har Ichanenses. Hvis denne læsning vedtages, refererer den med stor sandsynlighed til det samme sted som Hippana af Polybius. Men da læsningen Ichanenses også understøttes af Stephanus' autoritet (der bemærker Ichana som en by på Sicilien), må det anses som tvivlsom.
Udgravninger i 2007 på Montagna dei Cavalli afslørede et græsk teater, et af de få kendte på Sicilien og Magna Graecia. Det dateres til anden halvdel af det 4. århundrede f.Kr. og blev ødelagt i 258 f.Kr., ret for byens plyndring af romerne i den Første Puniske Krig.